# Test di Miller-Rabin
Il test di primalità di Miller-Rabin è un test di primalità, ossia un algoritmo per determinare se un numero intero è primo. La sua versione originale, dovuta a Gary Miller, è deterministica, ma dipende dall'ipotesi di Riemann generalizzata, un'importante congettura matematica tuttora aperta. L'algoritmo è stato successivamente modificato da Michael Rabin che ne ha ottenuto una versione probabilistica simile al test di Fermat e al test di Solovay-Strassen.

## Definizione
Sia {\displaystyle n} un numero intero positivo non primo (quindi dispari). I numeri positivi {\displaystyle b<n} tali che {\displaystyle \mathrm {MCD} (b,n)=1} e tali che {\displaystyle n} sia uno pseudoprimo di Eulero forte in base {\displaystyle b} sono non più di un quarto di tutti i numeri positivi {\displaystyle b<n} tali che {\displaystyle \mathrm {MCD} (b,n)=1.}
Questo è il test di primalità che stavamo presentando:
Fissato un intero dispari {\displaystyle n>1,} lo possiamo scrivere come {\displaystyle n=2^{s}t+1}, con {\displaystyle s\geq 0} e {\displaystyle t} dispari. Il test {\displaystyle T_{1}} si sintetizza nei seguenti:
1. scegliamo a caso un intero {\displaystyle b_{1},} con {\displaystyle 1<b_{1}<n,} e calcoliamo {\displaystyle \mathrm {MCD} (b_{1},n);}
2. se {\displaystyle \mathrm {MCD} (b_{1},n)>1,} allora {\displaystyle n} non è primo, ed abbiamo finito;
3. se {\displaystyle \mathrm {MCD} (b_{1},n)=1,} calcoliamo {\displaystyle b_{1}^{t}{\pmod {n}}.} Se {\displaystyle b_{1}^{t}\equiv \pm 1{\pmod {n}},} allora {\displaystyle n} è primo oppure è pseudoprimo forte in base {\displaystyle b_{1}};
4. se non vale che {\displaystyle b_{1}^{t}\equiv \pm 1{\pmod {n}},} calcoliamo {\displaystyle b_{1}^{2t}{\pmod {n}}.} Se {\displaystyle b_{1}^{2t}\equiv -1{\pmod {n}},} allora {\displaystyle n} è pseudoprimo forte in base {\displaystyle b_{1}};
5. se non vale che {\displaystyle b_{1}^{2t}\equiv -1{\pmod {n}},} passiamo a {\displaystyle b_{1}^{4t}} e a tutte le altre potenze di 2 moltiplicate per {\displaystyle t.} Se tutti i {\displaystyle b_{1}^{2^{r}t}}, per {\displaystyle r=1,\ldots ,s-1,} non sono mai congrui a {\displaystyle -1} modulo {\displaystyle n,} allora {\displaystyle n} non è un primo. Altrimenti {\displaystyle n} è uno pseudoprimo forte in base {\displaystyle b_{1}}.

Per tutti gli altri test {\displaystyle T_{m},} per {\displaystyle m} intero positivo, la definizione è analoga:
1. scegliamo a caso un intero {\displaystyle b_{m}}, con {\displaystyle 1<b_{m}<n}, e calcoliamo {\displaystyle \mathrm {MCD} (b_{m},n)};
2. se {\displaystyle \mathrm {MCD} (b_{m},n)>1,} allora {\displaystyle n} non è primo, ed abbiamo finito;
3. se {\displaystyle \mathrm {MCD} (b_{m},n)=1,} calcoliamo {\displaystyle b_{m}^{t}{\pmod {n}}} e procediamo come nel primo test. In questo modo troviamo che {\displaystyle n} non è primo, oppure che {\displaystyle n} è pseudoprimo forte in base {\displaystyle b_{m}}.

## Considerazioni finali sul test
Si può subito notare che, a differenza dei test di Fermat e test di Wilson, qui i calcoli sono minori in numero e molto più semplici, e si può dimostrare che il livello di complessità computazionale è polinomiale, mentre gli altri due presentano una difficoltà computazionale esponenziale. Per quanto riguarda l'affidabilità, anch'essa è molto buona in questo test. Infatti, nonostante sia un test probabilistico, quando effettuiamo il test {\displaystyle T_{m}}, sappiamo che la probabilità che n non sia primo e sia uno pseudoprimo forte in base {\displaystyle b_{m}} è minore di 1/4, e, quindi, la probabilità che {\displaystyle n} non sia primo ma passi i test {\displaystyle T_{1}}, {\displaystyle T_{2}}, ..., {\displaystyle T_{m}} è minore di {\displaystyle {\frac {1}{4^{m}}}}, ossia piccolissima rispetto a quella del test di Fermat.
Assumendo l'ipotesi di Riemann generalizzata, il test di Miller-Rabin si può facilmente modificare in modo da diventare un vero test di primalità e l'algoritmo ad esso associato avrebbe costo {\displaystyle O((\log n)^{4}\log \log \log n)}.